# St. Peter (Niedertraubling)

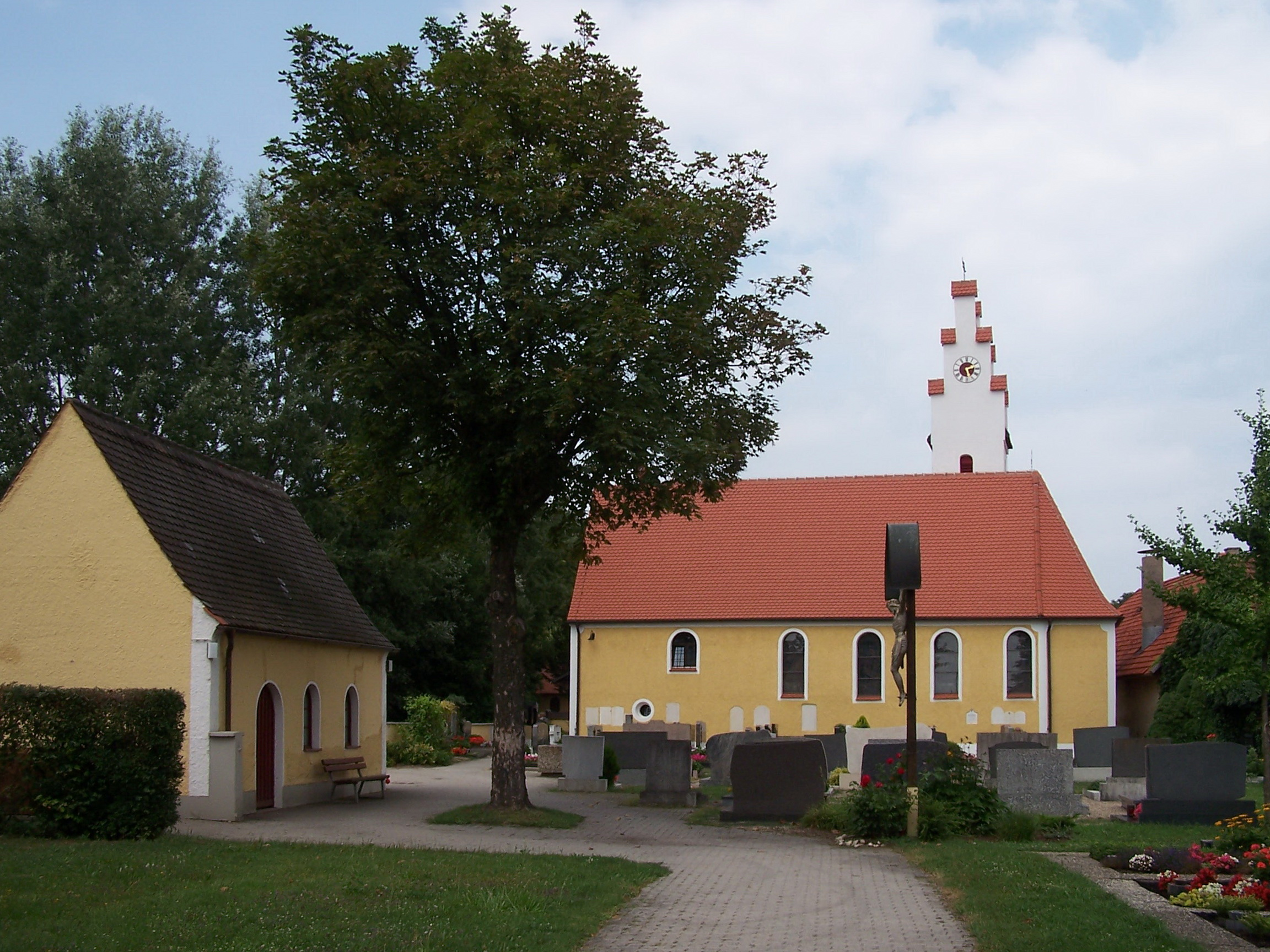
St. Peter in Niedertraubling

Die katholische Filialkirche St. Peter in der in Niedertraubling (Gemeinde Obertraubling) im Landkreis Regensburg (Bayern) ist ein Saalbau mit abgewalmtem Satteldach und Flankenturm mit Treppengiebel.

## Geschichte
Eine Vorgängerkirche wurde wohl im Zusammenhang mit der Entstehung eines Adelssitzes errichtet. Mitte des 14. Jahrhunderts wurde die Kirche wahrscheinlich umgestaltet. Der Turm wurde 1533 errichtet. Der spätgotische Chor ist mit barocken Stuhlwangen und Akanthusranken ausgestattet. 1640 erfolgte ein Ausbau der Kirche. Eine Innenrenovierung erfolgte 1987. 2000 erfolgte eine Fundamentsanierung und 2001 eine Sanierung des Daches und der Außenfassade.

## Ausstattung
Eine spätgotische Pieta aus Terrakotta von ca. 1470 und eine Mutter Anna Selbdritt aus der Zeit um 1460/70 befinden sich an der linken Seitenwand. Der Kreuzweg stammt aus St. Michael in Köfering. Der 1720 von dem Augsburger Paul Dilger geschaffene Hochaltar wurde 1885 von Köfering erworben.
Die Orgel schuf 1901 die Orgelbaufirma Siemann.
Die große Glocke des Regensburger Gießers Schelchshorn datiert von 1647, die kleine 72 kg schwere von 1652.
Die Kirche hat einen angrenzenden kleinen Friedhof.